# Inelia Uribe
Inelia Uribe Casanueva (Chillán, 1936) es una escritora, poetisa y profesora chilena perteneciente al movimiento cultural asociado al Grupo literario Ñuble, creado en 1963, del que es referida como una de sus fundadoras. Esta agrupación aglutinó a poetas, prosistas y escritores de la provincia homónima, además de gestionar y organizar al Primer Encuentro Nacional de Poesía en Chile.
Su primera publicación fue Mis poemas para ti (1968), poemario que el escritor Alberto Arraño describió como una «poesía femenina, muy de acuerdo a la idiosincrasia de la joven autora (...) apartándose de la manera clásica de rimar». Su segundo trabajo literario, Carcajadas a medianoche (1972), recibió críticas positivas a pesar de su brevedad y fue premiado en Montevideo.

## Obras
- Mis poemas para ti (Arancibia Hermanos, 1968).
- Carcajadas a medianoche (Arancibia Hermanos, 1972).
- Taberna en la luna (Arancibia Hermanos, 1976).
- Capitulario del espacio (Arancibia Hermanos, 1980).
- Canto número verde (Antonino S.A. de Torrelavega, 1987).